# Carvalho Leite
Carlos Antônio Dobbert de Carvalho Leite, mais conhecido por Carvalho Leite (Niterói, 26 de maio de 1912 — Rio de Janeiro, 19 de julho de 2004), foi um futebolista brasileiro que atuava como Atacante.

## Biografia
Carvalho Leite foi um exímio atacante. É até hoje o segundo maior artilheiro da história do Botafogo. Foi um dos grandes expoentes do Futebol Brasileiro durante a década de 30. Durante os doze anos de sua carreira, atuou somente pelo Botafogo de Futebol e Regatas. Tinha presença de área marcante. De todos os títulos cariocas conquistados pelo Botafogo, cinco tiveram a participação de Carvalho Leite. A simples lembrança das conquistas de 1930, 1932, 1933, 1934 e 1935, quando o Botafogo conquistou o Tetracampeonato Carioca (único na história do campeonato) e também dos Torneios Início de 1934 e 1938, mostra a importância do ídolo Botafoguense.
No Campeonato Carioca de 1930, aos 18 anos, foi o jogador que mais atuou na campanha do título carioca (vinte vezes), transformando-se no artilheiro da equipe, com 14 gols. Tornou-se, durante anos o maior artilheiro do Botafogo. Fez 295 gols em 326 jogos com a camisa alvinegra e só foi superado vários anos depois de abandonar os campos por Quarentinha, que marcou 313 gols pelo clube. Foi o artilheiro máximo do Campeonato Estadual por três oportunidades, em 1936, 1938 e 1939!
Também brilhou pela Seleção Brasileira de Futebol marcando 18 gols em 27 jogos, além de ter disputado as Copas do Mundo de 1930 e 1934. À época de sua morte, era o último jogador do Brasil em ambos os mundiais que ainda estava vivo.
Carvalho Leite teve sua carreira interrompida rapidamente. Sofreu uma contusão, em maio de 1941 contra o Bonsucesso. Em janeiro de 1942, na Bahia, fez sua despedida do Botafogo.
Na década de 1940, após o término de sua carreira Carvalho Leite continuou dedicando sua vida ao clube de General Severiano, tornando-se médico do Botafogo; além de ter sido também o técnico do Clube por quatro oportunidades.

## Títulos

### Como jogador
Botafogo
- Taça dos Campeões Estaduais Rio–São Paulo: 1931
- Campeonato Carioca: 1930, 1932, 1933, 1934 e 1935[1]
- Torneio Início do Campeonato Carioca: 1934 e 1938

Seleção Brasileira
- Copa Rio Branco: 1931[4]

Seleção Carioca
- Campeonato Brasileiro de Seleções Estaduais: 1931, 1935, 1938 e 1939

### Outras Conquistas
- Taça Juracy Magalhães: 1935[5]
- Copa Burgos: 1941[6]

### Artilharias
- Campeonato Carioca: 1936 (15 gols)
- Campeonato Carioca: 1938 (16 gols)
- Campeonato Carioca: 1939 (22 gols)
- 2° Maior artilheiro do Botafogo: 261 gols[7]
- 7° Maior artilheiro do Campeonato Carioca: (166 gols)[8]
- 3° Maior artilheiro da Seleção Carioca de Futebol: 34 gols[9]

### Prêmios individuais
- Lendas do Botafogo (FIFA): 2008[10]
- 18° Maior ídolo da História do Botafogo (O Globo): 2020[11]

### Como treinador
Botafogo
- Torneio Municipal: 1951
- Torneio Triangular de Porto Alegre: 1951